# One Soul Now
One Soul Now è un album in studio del gruppo musicale canadese Cowboy Junkies, pubblicato nel 2004.

## Tracce
Testi e musiche di Michael Timmins.
1. One Soul Now – 4:54
2. Why This One – 3:47
3. My Wild Child – 3:52
4. From Hunting Ground to City Street – 4:41
5. The Stars of Our Stars – 4:19
6. Notes Falling Slow – 5:56
7. No Long Journey Home – 4:17
8. He Will Call You Baby – 5:47
9. Simon Keeper – 5:52
10. The Slide – 3:49

## Formazione
Cowboy Junkies
- Margo Timmins – voce
- Michael Timmins – chitarra
- Alan Anton – basso
- Peter Timmins – batteria

Musicisti addizionali
- Jeff Bird – percussioni, mandolino elettronico (traccia 9), melodica (5)
- Jaro Czerwinec – fisarmonica (9)
- Linford Detweiler – organo (9)
- Richard Bell - organo, piano